# Arti et Amicitiae

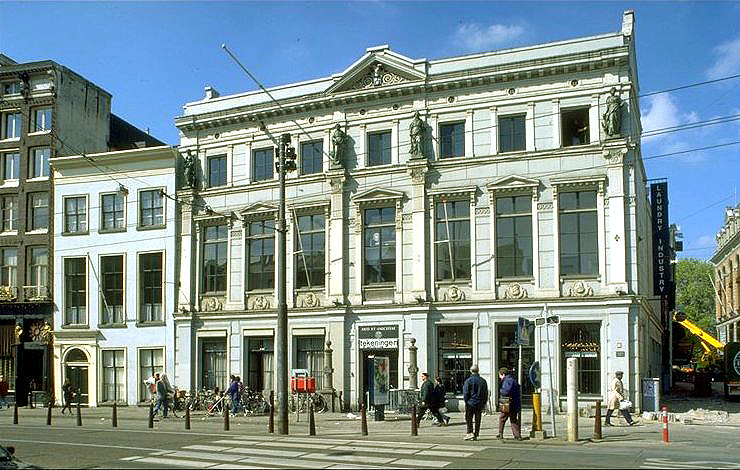
La fachada de Arti et Amicitiae en la vía Rokin. Foto: bma.amsterdam.nl..

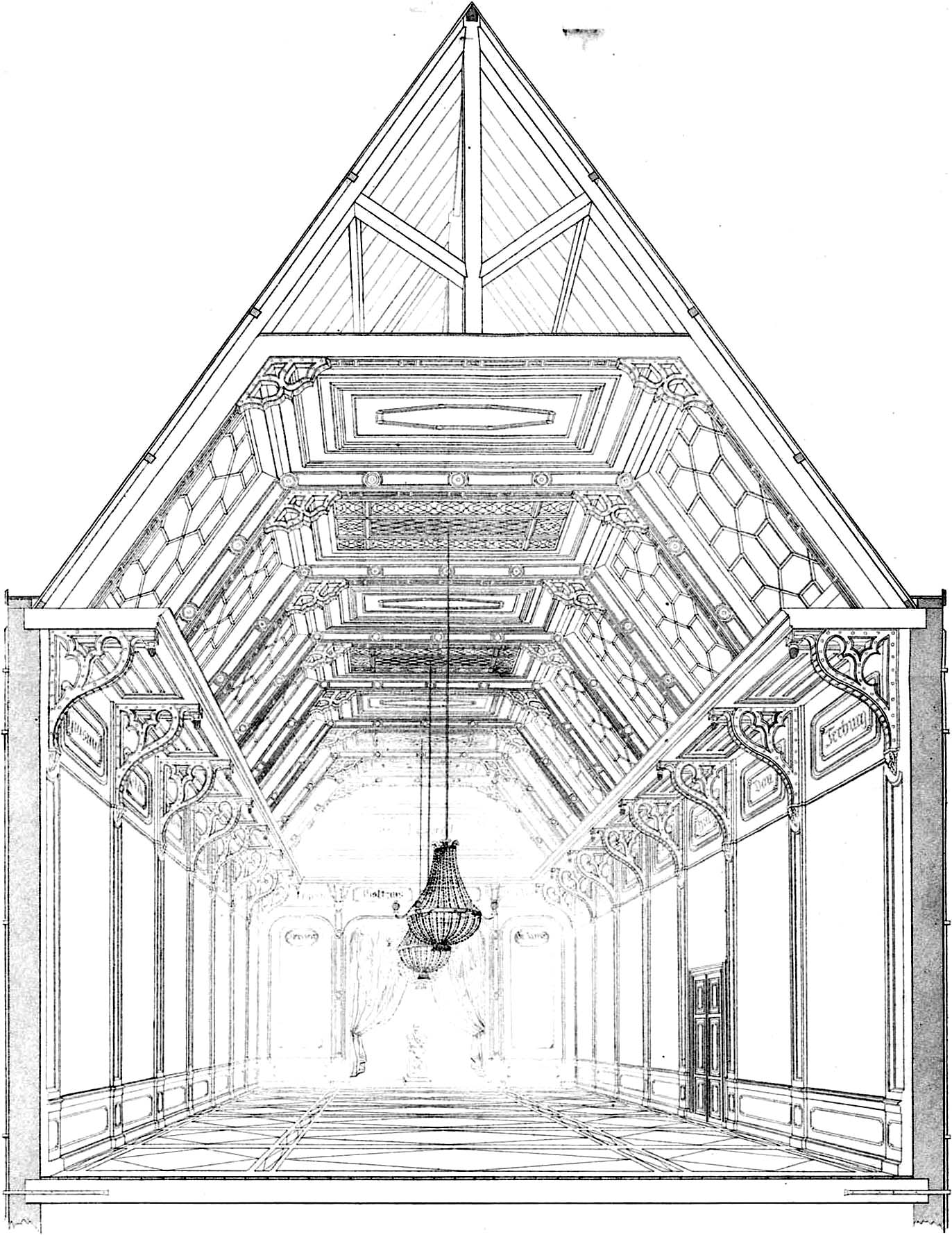
M.G. Tétar van Elven. Sala de arte. 1841.

La Sociedad Arti et Amicitiae ('por el arte y la amistad'), habitualmente llamada simplemente Arti, en Ámsterdam es una asociación de artistas visuales y amantes del arte, que tiene su sede en la calle Rokin 112, esquina Spui.
La asociación fue fundada en 1839. En julio de 1840, Arti et Amicitiae compró en subasta pública el edificio del Grand Salón Duport en Rokin. En 1841 se reconstruyó la primera planta del edificio, a cargo de MG TETAR de Elven, director del departamento de arquitectura en la Real Academia de Arte de Ámsterdam, transformándola en  "sala de arte" Alrededor de 1854 Arti adquirió un local comercial en la parte trasera y las adyacentes Kalverstraat, en la esquina de la manzana, a continuación, en Rokin y Spui, alojando el escudo de armas de Utrecht. 
Detrás de la fachada actual, ya que la conversión de 1856 (a cargo de  Leliman JH) reunificó las fachadas de las propiedades  para crear un todo, construyendo salas de exposiciones, salas de juntas y un club privado. El interior fue en gran parte diseñado por el arquitecto Hendrik Petrus Berlage. En la inscripción de la escalera se menciona una larga lista de ilustres miembros, entre ellos: Lizzy Ansingh, George Hendrik Breitner, Marius Bauer, Bernard Blommers, los hermanos Jacob, Matthijs y Willem Maris, Isaac y Jozef Israëls, Lawrence Alma-Tadema, Hendrik Willem Mesdag, Jan Sluijters, Jan Toorop, Johan Hendrik Weissenbruch, Willem Witsen, Coba Ritsema y Kees Maks.
La propiedad adyacente en Rokin 114 fue adquirida por Arti y se incorporó al complejo. La colección de libros de la Sociedad se puede consultar desde 1992 en el Museo Van Gogh.
Arti no está subvencionado y es independiente. En su larga trayectoria, Arti ha organizado numerosas exposiciones de miembros asociados y no asociados , como Van Gogh, Marc Chagall, Max Liebermann y los impresionistas franceses. La política actual de exposiciones está orientada principalmente al arte contemporáneo.
Arti expuso los restos del coche de Rob Scholte, tras su atentado con bomba.
El programa de radio VPRO fue transmitido desde el club, manteniendo un alto grado de cálida en la información en el periodo de 1974 a 1997 

ilustraciones históricas
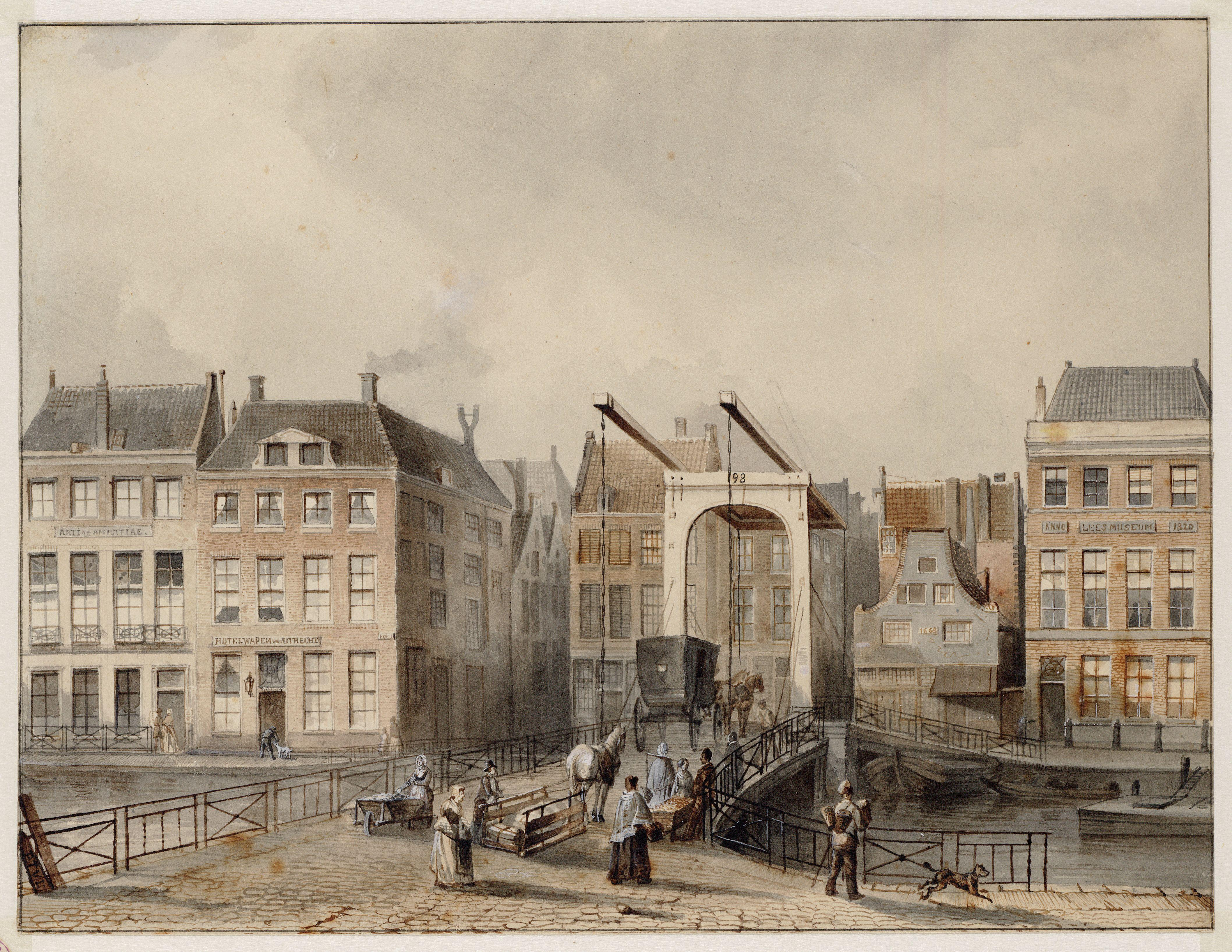
Pierre Tétar van Elven. el primer edificio de la izquierda: el Gran Salón, adyacente: las armas de Utrecht. 1847. 1847.
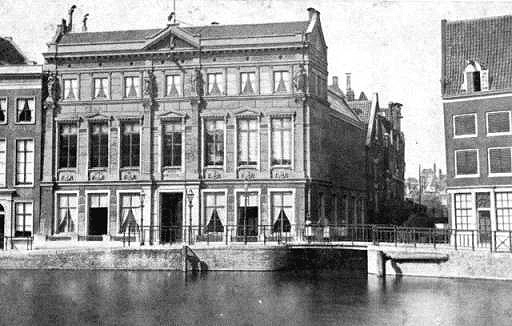
Arti et Amicitiae En el siglo XIX no habían unificado el Rokin y Spui. Foto: bma.amsterdam.nl.Rokin en Spui. Foto: bma.amsterdam.nl.